# Octacnemidae
Octacnemidae zijn een familie van zakpijpen (Ascidiacea) uit de orde van de Phlebobranchia.

## Geslachten
- Benthascidia Ritter, 1907
- Cibacapsa Monniot C. & Monniot F., 1983
- Cryptia Monniot C. & Monniot F., 1985
- Dicopia Sluiter, 1905
- Kaikoja Monniot C., 1998
- Megalodicopia Oka, 1918
- Myopegma Monniot F. & Monniot C., 2003
- Octacnemus  Moseley, 1877
- Polyoctacnemus Ihle, 1935
- Situla Vinogradova, 1969